# Тунарі (Телеорман)
Тунарі (рум. Tunari) — село у повіті Телеорман в Румунії. Входить до складу комуни Ботороага.
Село розташоване на відстані 52 км на південний захід від Бухареста, 27 км на північний схід від Александрії, 143 км на схід від Крайови.

## Населення
За даними перепису населення 2002 року у селі проживали 294 особи, усі — румуни. Усі жителі села рідною мовою назвали румунську.